# Sárkány (családnév)
A Sárkány régi magyar családnév. Eredetileg tulajdonságra utalt. Egy fajta kígyó vagy egy fajta mesebeli szörnyeteg. Hasonló családnevek: Lidérc, Ördög, Sátán.

## Híres Sárkány nevű személyek
- Sárkány Dávid (1700 k.–1762) református lelkész, főiskolai tanár
- Sárkány Gábor (1878–1965) temesvári magyar újságíró, lapszerkesztő
- Sárkány János (1820–1895) evangélikus lelkész.
- Sárkány Sámuel (1823-1911) evangélikus püspök.
- Sárkány József (1828–1903) bíró, a budapesti királyi ítélőtábla alelnöke
- Sárkány Kázmér (1954) magyar operaénekes
- Sárkány Lajos (1860–1929) gimnáziumi tanár, igazgató
- Sárkány Mihály (1944) néprajzkutató, szociálantropológus, etnológus
- Sárkány Miklós (1908–1998) kétszeres olimpiai bajnok vízilabdázó, szövetségi kapitány
- Sárkány Miklós József (1802–1891) gimnáziumi tanár, teológiai doktor
- Sárkány Oszkár (1912–1943) irodalomtörténész, magyar bohemista, tanár
- Sárkány Pál (1921–2000) könyvkiadó, szerkesztő, mezőgazdasági, kinológiai és futurológiai szerző